# Basilica dell'Assunzione della Vergine del Monte Santo
La basilica dell'Assunzione della Vergine del Monte Santo (in sloveno: bazilika Marije Vanbovzete) è una basilica situata nel monastero francescano (Frančiškanski samostan) sul Monte Santo di Gorizia, nel comune di Nova Gorica, in Slovenia.

## Storia

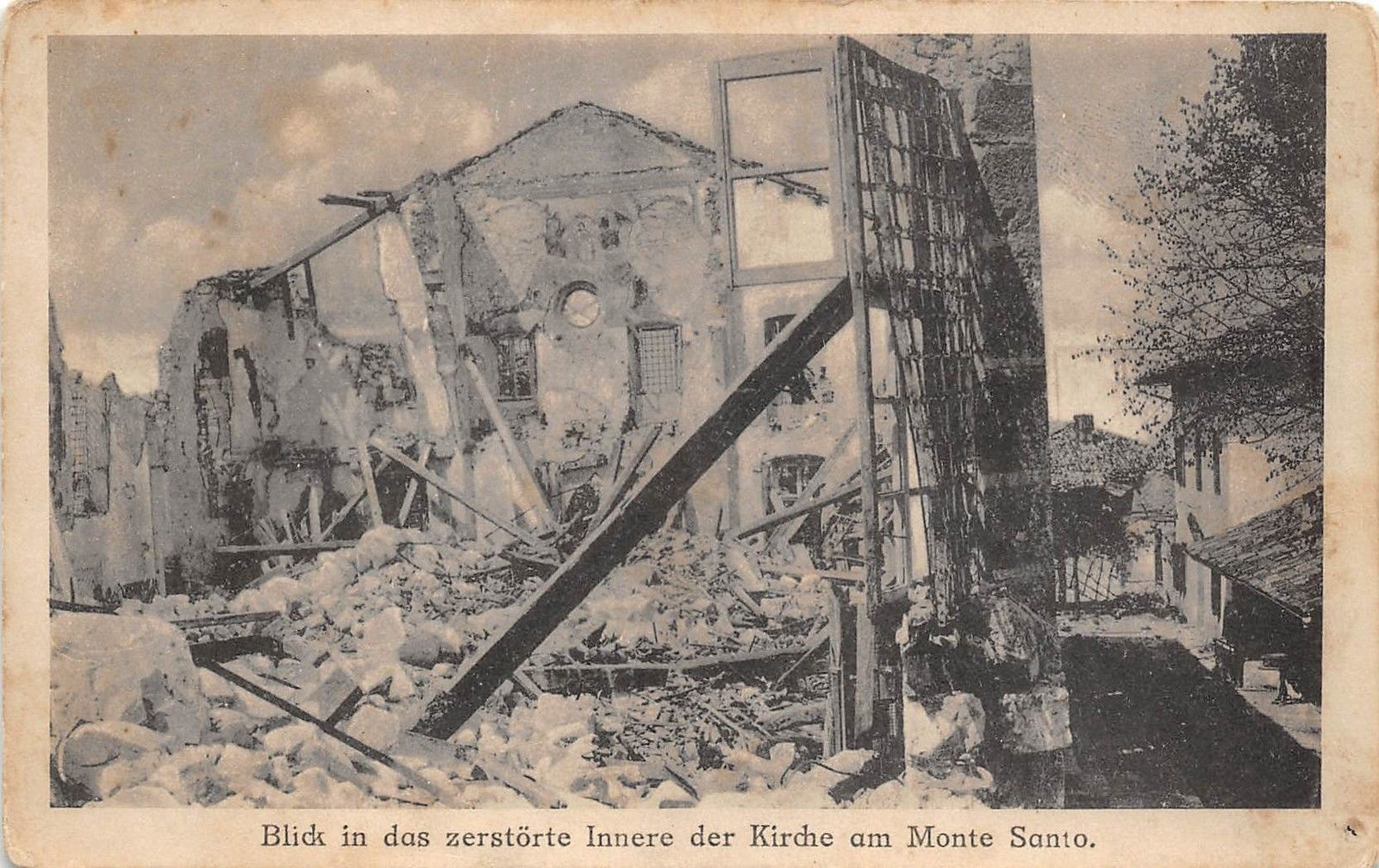
La chiesa distrutta nel 1915

Il Monte Santo (Sveta Gora), alto 682 metri, era un luogo sacro già nel Medioevo, come testimoniato da documenti risalenti agli anni 1368, 1378, 1382 e 1383. Nel 1496 il santuario venne distrutto dai turchi.
La tradizione delle apparizioni mariane, avvenute in questo luogo nel 1539 alla pastorella Urška Ferligoj, ha fatto sì che la montagna divenisse ben presto un importante luogo di pellegrinaggio.
L'edificio originale venne riedificato tra il 1514 e il 1544 in stile gotico-rinascimentale. Una seconda chiesa venne edificata nel 1906 e consacrata all'Assunta da papa Pio X come basilica minore, la più antica dell'attuale Slovenia ed assegnata all'ordine francescano subordinato alla diocesi cattolica di Capodistria.
Nel 1915 il complesso architettonico venne distrutto durante i combattimenti della prima guerra mondiale.
L'attuale chiesa, in stile neobarocco, venne progettata e costruita nel 1928 da Silvano Barich.

## Descrizione
La chiesa, lunga 72 metri e larga 22 metri, ha tre navate e un'altra navata laterale. Sopra l'altare vi è una pala con un ritratto della Madonna: secondo la tradizione, venne realizzata dall'artista veneziano Palma il Vecchio e portata nel 1544 dal patriarca di Aquileia Marino Grimani. Dietro l'altare eretto nel 1932 sono sepolti due arcivescovi di Gorizia. Le vetrate e l'organo sono datati nell'anno 1939.

## Pellegrinaggi
Monte Santo, Castelmonte e Maria Zell sono tre noti santuari: essi sono collegati fra loro dall'antica Via dei Monti Sacri e formano un triangolo di chiese consacrate alla Madonna. Dall’arca del santuario di Maria Zell, a quota 600 s.l.m., sono ben visibili gli altri due santuari, con interposte da una parte la Valle dell’Isonzo e dall’altro la Valle del Judrio.